# مونیک کرشوفسکی
مونیک کرشوفسکی (انگلیسی: Monique Kerschowski؛ زادهٔ ۲۲ ژانویهٔ ۱۹۸۸) بازیکن فوتبال اهل آلمان است.
از باشگاه‌هایی که در آن بازی کرده‌است می‌توان به باشگاه فوتبال ۱.اف‌اف‌سی توربین پوتسدام اشاره کرد.